# Bruchreis

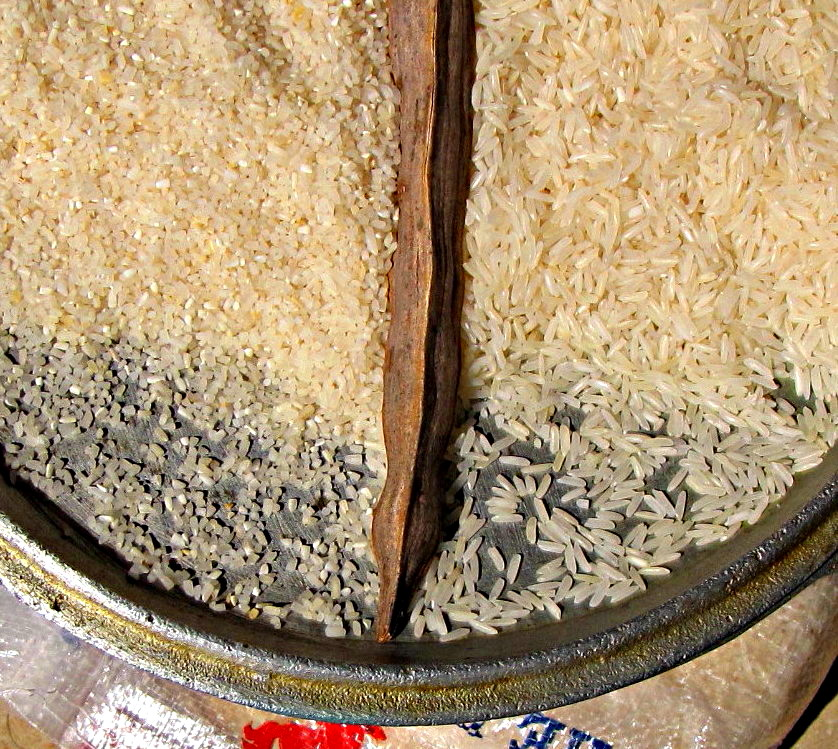
Links Bruchreis

Als Bruchreis bezeichnet man Reis, der während der Verarbeitung zerbrochen ist.
Durch die verschiedenen Schritte bei der Ernte und Verarbeitung wie Sichten, Schälen, Sortieren und Schütten zerbrechen immer wieder Reiskörner. Die einfachste Methode ist das Aussieben mit Sieben unterschiedlicher Lochgröße. In modernen Reisverarbeitungsbetrieben werden die Reiskörner einzeln mit optischen Verfahren sortiert, dabei werden verfärbte und zerbrochene  Körner maschinell ausgesiebt. 
Die ausgesiebten Körner entsprechen in ihrer Zusammensetzung dem Ganzkornreis, haben aber andere Gareigenschaften. Je nach Sorte, Ernte- und Verarbeitungsverfahren der Erzeuger beträgt die Quote an Bruchreis bis zu 50 % einer Ernte. In Ländern mit hohem Reisverzehr ist die Qualität des in der Küche verwendeten Reises ein Statussymbol und repräsentiert den Lebensstandard. Im Handel sind verschiedene Qualitätsstufen mit abweichenden Anteilen an Bruchreis üblich. Der Preis wird niedriger, je höher der Bruchreisanteil ist.
- Spitzen-/Premiumqualität mit maximal 5 % Bruchreis
- Standardqualität mit maximal 15 % Bruchreis
- Haushaltsqualität mit maximal 25 % Bruchreis
- Haushaltsqualität mit erhöhtem Bruchanteil von maximal 40 % Bruchreis

Reiner Bruchreis wird zu Reiswein, zu Reismehl oder Reisstärke weiterverarbeitet, oder als Tierfutter verwendet, eignet sich aber grundsätzlich auch für die menschliche Ernährung. Manche Rezepte verlangen auch ausdrücklich gebrochenen Reis.